# Mai 1999
Acest articol este generat integral pe baza informațiilor din articolul 1999 și este actualizat periodic de un robot.
 Editările făcute în articol vor fi șterse la următoarea actualizare! Dacă doriți să faceți modificări, editați articolul-sursă.

ianuarie -
februarie -
martie -
aprilie -
mai -
iunie -
iulie -
august -
septembrie -
octombrie -
noiembrie -
decembrie
Mai 1999 a fost a cincea lună a anului și a început într-o zi de sâmbătă.

## Evenimente
- 4 mai: Tony Blair, prim-ministru al Regatului Unit vine într-o vizită oficială în România și ține un discurs în Parlament.
- 7-9 mai: Papa Ioan Paul al II-lea a efectuat o vizită ecumenică la București, prima vizită a unui suveran pontif în România și prima vizită pe care un Papă o face într-o țară majoritar ortodoxă.
- 13 mai: Guvernul adoptă o Ordonanță de Urgență care prevede transferul depozitelor persoanelor fizice, în valoare de 124 milioane dolari și 1.411,6 miliarde lei, de la Bancorex la BCR, care urmează să le restituie depunătorilor. Sumele vor fi preluate la datoria publică internă și acoperite prin titluri de stat.
- 16 mai: Marko Bela câștigă detașat un nou mandat în fruntea UDMR (64% din voturi).
- 27 mai: Slobodan Milošević este acuzat de crime împotriva umanității de către Tribunalul Penal Internațional.
- 28 mai: Scandalul dioxinei. Descoperirea unor animale contaminate cu dioxină și vândute de Belgia câtorva mii de ferme din lume.
- 28 mai: Se încheie restaurarea Cinei cea de taină a lui Leonardo da Vinci după 22 de ani.

## Nașteri
- 17 mai: Daiki Hashioka, fotbalist japonez
- 23 mai: James Charles (James Charles Dickinson), celebritate Youtube, make-up artist și model american
- 25 mai: Ibrahima Konaté, fotbalist francez
- 28 mai: Cameron Boyce (Cameron Mica Boyce), actor american (d. 2019)

## Decese
- 1 mai: Brian Shawe-Taylor, 84 ani, pilot britanic de Formula 1 (n. 1915)
- 8 mai: Dirk Bogarde (n. Derek Niven van den Bogaerde), 78 ani, actor și scriitor britanic (n. 1921)
- 12 mai: Saul Steinberg, 84 ani, caricaturist american de etnie evreiască, născut în România (n. 1914)
- 23 mai: Owen Hart (Owen James Hart), 34 ani, wrestler canadian (n. 1965)
- 25 mai: Efim Fradkin, 74 ani, fizician rus (n. 1924)
- 28 mai: Michael Barkai, 64 ani, ofițer israelian (n. 1935)